# Pnin
Pnin es una novela de Vladimir Nabokov, escritor ruso, nacionalizado estadounidense, publicada en 1957.

## Trama
Narra la vida y pequeñas vicisitudes de un profesor de ruso en una universidad secundaria de provincias en los EE. UU.. El personaje consigue hacerse entrañable, pues logra disfrutar de los pequeños placeres a pesar de su vida un tanto anodina. 
Retrato de una pequeña burguesía que por su frivolidad y estrechez de miras llega a hacerse insoportable. Quizá Pnin sea un trasunto del propio Nabokov, al que posiblemente le tocara vivir situaciones parecidas como emigrante. También subyace en el libro una cierta incomodidad con todos esos artilugios técnicos que a la larga, en vez de suponernos ventajas y comodidades, se convierten en barreras y utensilios a los que hay que dedicar quizá demasiado tiempo cual pequeñas mascotas que siempre piden más.